# Victor Merello
Víctor Alejandro Merello Escobar (Coronel, 21 dicembre 1952) è un ex calciatore cileno, di ruolo centrocampista.